# Olympische Winterspiele 2010/Teilnehmer (Liechtenstein)
| Gelbes Symbol für Goldmedaillen mit stilisierten Olympischen Ringen | Graues Symbol für Silbermedaillen mit stilisierten Olympischen Ringen | Braundes Symbol für Bronzemedaillen mit stilisierten Olympischen Ringen |
| ------------------------------------------------------------------- | --------------------------------------------------------------------- | ----------------------------------------------------------------------- |
| —                                                                   | —                                                                     | —                                                                       |

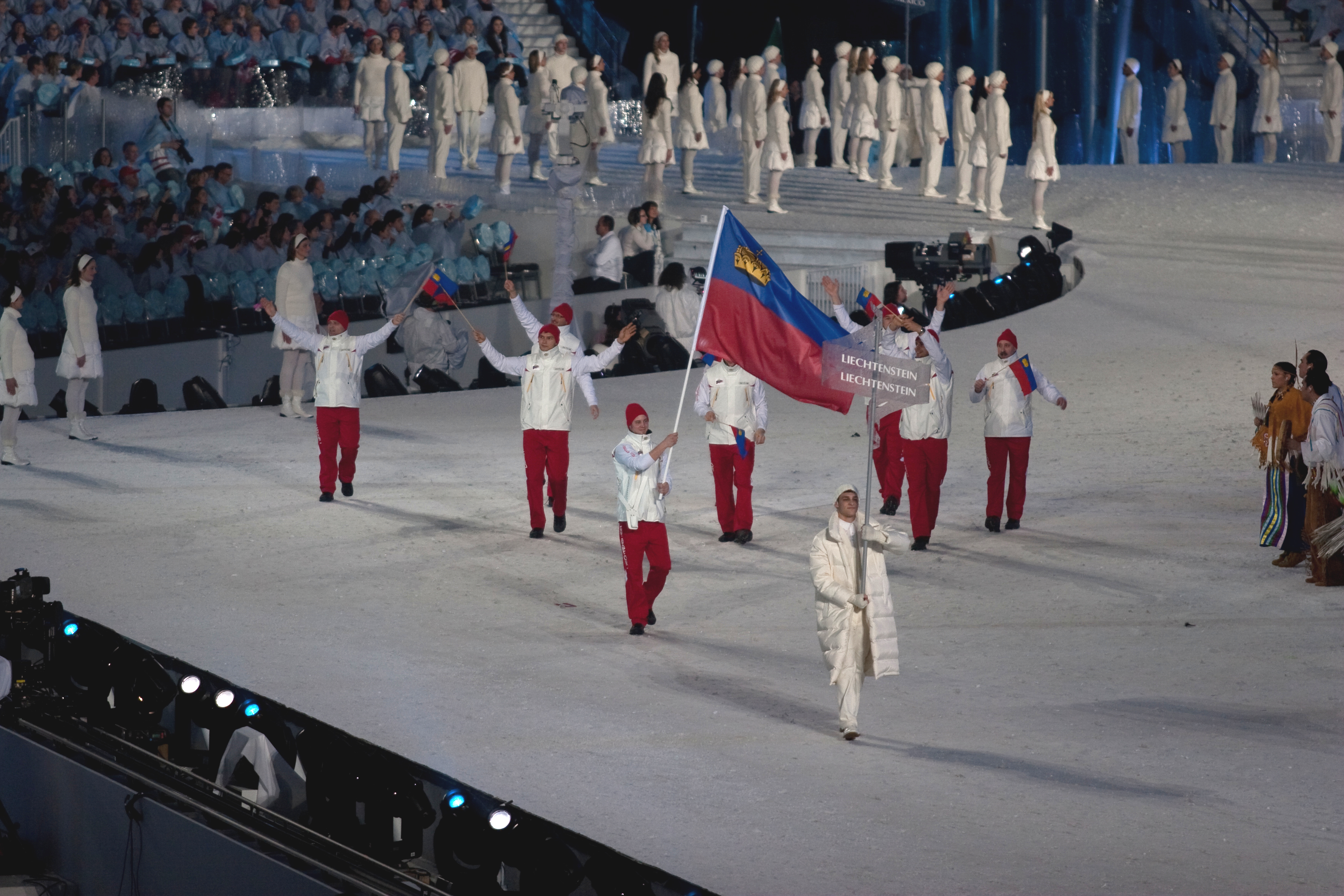
Einmarsch der Delegation Liechtensteins

Liechtenstein nahm an den Olympischen Winterspielen 2010 im kanadischen Vancouver mit sechs Sportlern in zwei Sportarten teil.

## Teilnehmer nach Sportarten

### Bob
Männer
- Jürgen Berginz
  - Viererbob: nicht angetreten[1][2]
- Thomas Dürr
  - Zweierbob: Nach dem 1. Lauf auf Platz 24, wegen Sturz und Verletzung Wettbewerb beendet.[3][4]
  - Viererbob: nicht angetreten[1][2]
- Michael Klingler
  - Zweierbob: Nach dem 1. Lauf auf Platz 24, wegen Sturz und Verletzung Wettbewerb beendet.[3][4]
  - Viererbob: nicht angetreten[1][2]
- Richard Wunder
  - Viererbob: nicht angetreten[1][2]

### Ski Alpin
| Männer - Marco Büchel Abfahrt: 8. Platz Super-G: ausgeschieden | Frauen - Marina Nigg Slalom: 22. Platz |